# St. Rochus (Oława)

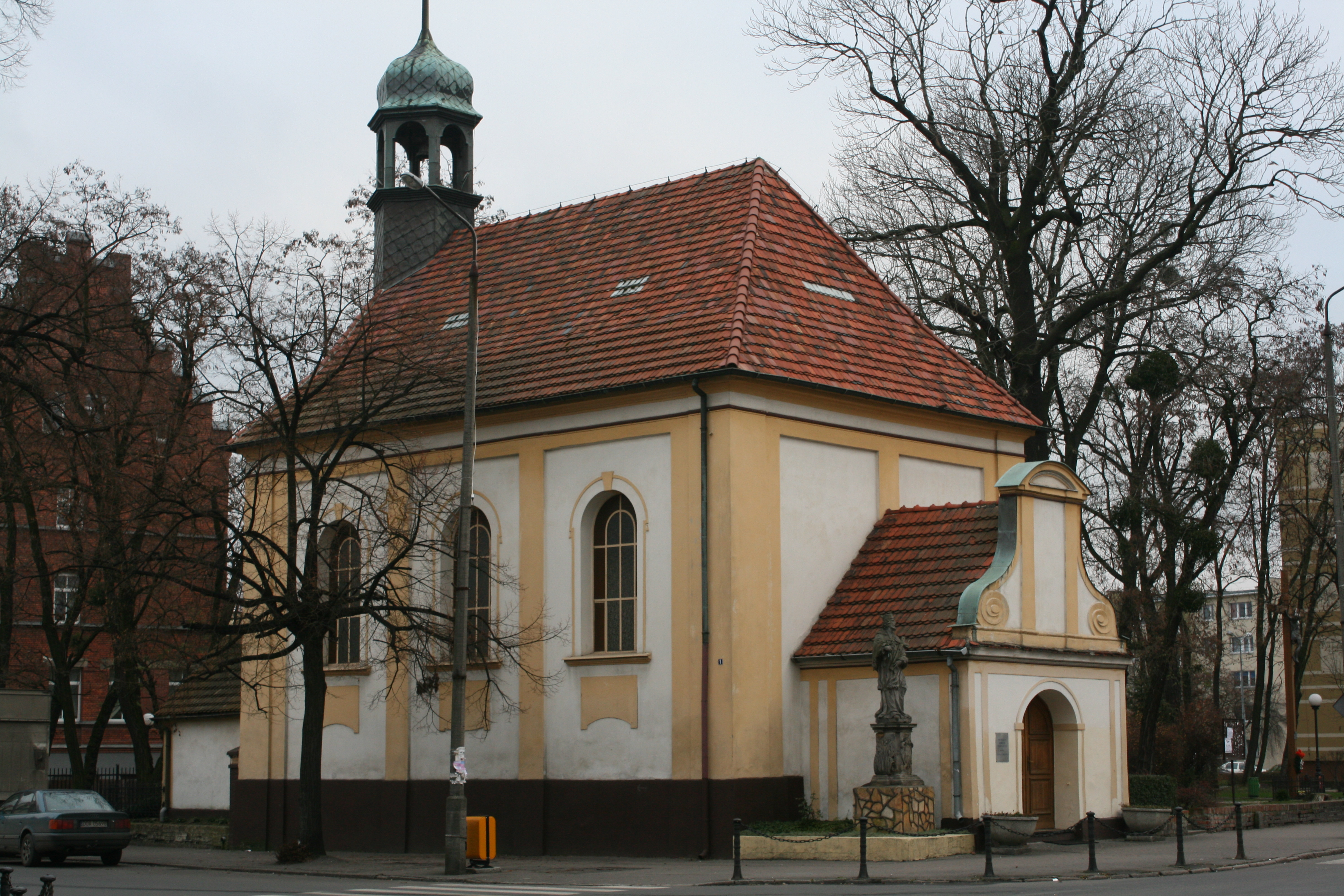
Nordfront mit Kirchturm

Die Kirche St. Rochus (polnisch Kościół św. Rocha) ist eine römisch-katholische Kirche in der niederschlesischen Stadt Oława (Ohlau). Die Kirche ist die Filiale der Pfarrei Unsere Liebe Frau vom Trost (Parafia NMP Matki Pocieszenia) in Oława. Das Gotteshaus liegt im Süden des historischen Stadtzentrums in der Brieger Vorstadt an der ul. św. Rocha (bis 1945 Oderstraße).

## Geschichte

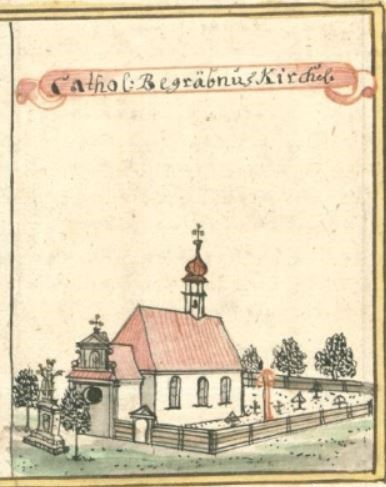
Die Rochuskirche in einer Zeichnung aus der Mitte des 18. Jahrhunderts

Die St.-Rochus-Kirche wurde wohl von 1602 bis 1604 als Friedhofskapelle errichtet. Zwischen 1706 und 1707 wurde der Kirchenbau erweitert und im barocken Stil umgebaut. 
In den 1980er Jahren wurde die Kirche restauriert.

## Architektur und Ausstattung
Die Saalkirche besitzt ein Langhaus mit einem dreiseitigen O-Abschluss. Bestückt ist das Dach mit einem Dachreiter mit einer Laterne. Die Außenwände sind dekoriert mit Lisenen. An der Westseite liegt eine Halle mit Volutengiebel. 
Die Innenausstattung stammt größtenteils aus dem Anfang des 18. Jahrhunderts im Stil des Barocks. Der Altar besitzt ein Gemälde der Verkündigung aus dem Jahr 1707, welches von Hedwig Elisabeth Amalia von der Pfalz gestiftet wurde.
Vor der Kirche steht eine Nepomukstatue aus dem Jahr 1706.